# Котис III (одриси)
Вижте пояснителната страница за други личности с името Котис.
Котис III (на старогръцки: Κότυς, Kotys III, Cotys III) е цар на Одриското царство в Тракия през ок. 270 пр.н.е.
Той е син на вероятно на Котис II (300 – 280 пр.н.е.) и внук на цар Севт III (331 – 305 пр.н.е.). Той е вероятно син или брат на Ройгос (или Райздос), цар на одрисите сл. ок. 280 пр.н.е., когото наследява на трона. 
Котис III е наследен от син му Раскупорис I (240 – 215 пр.н.е.).